# Gregor Gysi
Gregor Gysi (n. 16 ianuarie 1948, Berlin, Zona de ocupație sovietică) este un avocat și politician german, membru al partidului Die Linke, al cărei fracțiune o conduce în Parlament. Între anii 1998 - 2000 a fost președintele fracțiunii politice de stânga PDS, iar în anul 2002 a fost senator al landului Berlin, responsabil cu probleme economice, ale câmpului muncii și ale femeilor.

## Date biografice
Gregor Gysi provine dintr-o familie de evrei germani. Tatăl său, Klaus Gysi, de profesie editor, a fost membru al Partidului Comunist German, iar după cel de al Doilea Război Mondial a lucrat ca ambasador, ministru de cultură și ecretar de stat al RDG-ului. Mama lui, Irene Gysi, născută Lessing, provine dintr-o familie de comercianți din Petersburg care au emigrat în Germania în anul 1918. Mama lui a fost în RDG șefa Departamentului pentru Cultură și membră în Comitetul Central German. Fratele mamei sale, Gottfried Lessing, a fost căsătorit între anii 1945 - 1949 cu scriitoarea britanică 
Doris Lessing, care este laureată a premiului Nobel pentru literatură pe anul 2007. Actrița germană Gabriele Gysi este sora lui Gregor Gysi. Gregor este căsătorit cu avocata și politiciana Andrea Gysi, cu care are trei copii.